# Équipe du Cap-Vert de football à la Coupe d'Afrique des nations 2013
Cet article présente la campagne qualificative de l'Équipe du Cap-Vert de football pour la phase finale de la Coupe d'Afrique des nations de football 2013, organisée en Afrique du Sud. Le sélectionneur, Lúcio Antunes, en poste depuis 2010, remplit son objectif et emmenent les Tubarões Azuis (les Requins Bleus en portugais) en phase finale, pour la première fois de son histoire.
Ryan Mendes et Djaniny terminent meilleurs buteurs cap-verdiens des éliminatoires puisqu'ils inscrivent deux buts chacun, sur les dix de leur formation, en quatre rencontres. Luís Carlos Almada Soares, plus connu sous le surnom de Platini devient le premier joueur à inscrire un but pour le Cap-Vert en phase finale d'une compétition internationale après avoir ouvert le score face au Maroc lors de la première rencontre des hommes d'Antunes lors de cette CAN.
Les Cap-Verdiens réussissent à atteindre le tableau final pour cette première apparition en compétition continentale. Après avoir fini deuxième de leur groupe, derrière le pays hôte, l'Afrique du Sud et devant le Maroc et l'Angola, ils s'inclinent en quart face au Ghana.

## Qualifications
Du fait de la proximité entre les deux éditions de la Coupe d'Afrique des nations de football (2012 au Gabon/Guinée-équatoriale et 2013 en Afrique du Sud), les éliminatoires adoptent une formule inédite, qui leur permettent de pouvoir se disputer en moins d'un an. Après un tour préliminaire opposant les quatre plus faibles sélections du continent, le premier tour oppose en matchs aller-retour à élimination directe les équipes non-qualifiées pour la CAN 2012. Les quinze équipes issues de ce premier tour retrouvent les quinze nations ayant participé à la dernière CAN, toujours sous forme de matchs aller-retour à élimination directe.

### Premier tour

Composition des équipes du match Ghana-Cap Vert, quart de finale de la CAN 2013

Le tirage au sort du premier tour voit les Cap-Verdiens être opposés à la sélection de Madagascar. Les deux équipes ne s'étaient jamais rencontrées auparavant.
| Équipe 1   | Résultat | Équipe 2 | Aller | Retour |
| ---------- | -------- | -------- | ----- | ------ |
| Madagascar | 1 - 7    | Cap-Vert | 0 - 4 | 1 - 3  |

| 29 février 2012 | Madagascar | 0 – 4 | Cap-Vert                                            | Mahamasina Municipal Stadium, Antananarivo |                           |
| 14:30 UTC+3     |            |       | Mendes 11e · Dady 38e · F.Varela 77e · T.Varela 82e | Arbitrage : Janny Sikazwe                  | Arbitrage : Janny Sikazwe |
| 14:30 UTC+3     | (Rapport)  |       |                                                     | Arbitrage : Janny Sikazwe                  | Arbitrage : Janny Sikazwe |

| 16 juin 2012 | Cap-Vert                              | 3 – 1 | Madagascar | Stade de Várzea, Praia |  |
| 16:30 UTC-1  | Mendes 9e · Djaniny 55e · Zé Luís 81e |       | Voavy 83e  |                        |  |
| 16:30 UTC-1  | (Rapport)                             |       |            |                        |  |

### Second tour
Après la qualification contre Madagascar, les hommes de Lúcio Antunes parviennent au tour final, où ils sont opposés à l'une des équipes les plus titrées du football africain, le Cameroun. Les deux formations se sont déjà affrontées, dans le cadre des éliminatoires de la CAN 2010, deux rencontres gagnées par les Camerounais.
| Équipe 1 | Résultat | Équipe 2 | Aller | Retour |
| -------- | -------- | -------- | ----- | ------ |
| Cap-Vert | 3 - 2    | Cameroun | 2 - 0 | 1 - 2  |

| 8 septembre 2012 | Cap-Vert                  | 2 – 0 | Cameroun | Stade de Várzea, Praia         |                                |
| 16:00 (UTC-1)    | Ricardo 15e · Djaniny 61e |       |          | Arbitrage : Eric Otogo-Castane | Arbitrage : Eric Otogo-Castane |
| 16:00 (UTC-1)    | (Rapport)                 |       |          | Arbitrage : Eric Otogo-Castane | Arbitrage : Eric Otogo-Castane |

| 14 octobre 2012 | Cameroun               | 2 - 1 | Cap-Vert  | Stade Ahmadou Ahidjo, Yaoundé |                          |
| 15:00 (UTC+1)   | Emana 22e · Olinga 90e |       | Nhuck 11e | Arbitrage : Gehad Grisha      | Arbitrage : Gehad Grisha |
| 15:00 (UTC+1)   | (Rapport)              |       |           | Arbitrage : Gehad Grisha      | Arbitrage : Gehad Grisha |

## Préparation
La sélection cap-verdienne dispute deux matchs amicaux de préparation, disputés au Portugal, contre deux nations africaines également qualifiées pour la phase finale.
| 14 novembre 2012 | Ghana     | 1 - 0 | Cap-Vert | Estádio Universitário de Lisboa (en), Lisbonne |  |
| 19:00            | Wakaso    |       |          |                                                |  |
| 19:00            | (Rapport) |       |          |                                                |  |

| 9 janvier 2013 | Cap-Vert  | 0 - 0 | Nigeria | Estádio Algarve, Faro                     |                                           |
| 20:00          |           |       |         | Spectateurs : 300 Arbitrage : Hugo Miguel | Spectateurs : 300 Arbitrage : Hugo Miguel |
| 20:00          | (Rapport) |       |         | Spectateurs : 300 Arbitrage : Hugo Miguel | Spectateurs : 300 Arbitrage : Hugo Miguel |

## Coupe d'Afrique des nations 2013

### Effectif

#### Équipe actuelle
Voici la liste des 23 joueurs sélectionnés par Lúcio Antunes pour la phase finale de la Coupe d'Afrique des nations 2013 en Afrique du Sud :
| Effectif actuel |     |                       |                   |            |      |                         |
| N°              | Pos | Nom                   | Date de naissance | Sélections | Buts | Club                    |
| --------------- | --- | --------------------- | ----------------- | ---------- | ---- | ----------------------- |
| 1               | GB  | Vozinha               | 3 juin 1986       | 7          | 0    | Progresso do Sambizanga |
| 12              | GB  | Fock                  | 25 juillet 1982   | 10         | 0    | FC Batuque              |
| 16              | GB  | Rilly Costa           | 25 janvier 1982   | 0          | 0    | CS Mindelense           |
|                 |     |                       |                   |            |      |                         |
| 3               | DF  | Fernando Varela       | 26 novembre 1987  | 23         | 3    | FC Vaslui               |
| 4               | DF  | Guy Ramos             | 16 août 1985      | 12         | 0    | RKC Waalwijk            |
| 6               | DF  | Nando                 | 9 juin 1978       | 36         | 0    | LB Châteauroux          |
| 13              | DF  | Josimar Lima          | 2 août 1989       | 3          | 0    | FC Dordrecht            |
| 14              | DF  | Gege                  | 24 février 1988   | 11         | 0    | Club Sport Marítimo B   |
| 18              | DF  | Nivaldo               | 10 juillet 1988   | 8          | 0    | Académica Coimbra       |
| 19              | DF  | Pecks                 | 10 avril 1993     | 1          | 0    | Gil Vicente FC          |
| 23              | DF  | Carlitos              | 23 avril 1985     | 9          | 0    | AEL Limassol            |
|                 |     |                       |                   |            |      |                         |
| 2               | ML  | Sténio Santos         | 6 mai 1988        | 3          | 0    | CD Feirense             |
| 5               | ML  | Babanco               | 27 juillet 1985   | 28         | 2    | SC Olhanense            |
| 7               | ML  | Platini               | 16 avril 1986     | 5          | 1    | CD Santa Clara          |
| 8               | ML  | Toni Varela           | 13 juin 1986      | 17         | 1    | Sparta Rotterdam        |
| 15              | ML  | Marco Soares          | 6 juin 1984       | 26         | 2    | Omonia Nicosie          |
| 17              | ML  | Ronny                 | 7 décembre 1978   | 22         | 1    | CS Fola Esch            |
| 22              | ML  | David Mendes da Silva | 11 octobre 1986   | 3          | 0    | SC Olhanense            |
|                 |     |                       |                   |            |      |                         |
| 9               | AT  | Rambé                 | 4 octobre 1989    | 3          | 0    | CF Belenenses           |
| 10              | AT  | Héldon Ramos          | 14 décembre 1988  | 20         | 6    | Club Sport Marítimo     |
| 11              | AT  | Julio Tavarès         | 19 novembre 1988  | 5          | 0    | Dijon FCO               |
| 20              | AT  | Ryan Mendes           | 8 janvier 1990    | 15         | 4    | Lille OSC               |
| 21              | AT  | Djaniny               | 21 mars 1991      | 9          | 2    | SC Olhanense            |

### Premier tour
Le tirage au sort du premier tour place le Cap-Vert dans le groupe A en compagnie du pays organisateur, l'Afrique du Sud, du Maroc et de l'Angola.
| Rang | Équipe         | Pts | J | G | N | P | Bp | Bc | Diff |
| ---- | -------------- | --- | - | - | - | - | -- | -- | ---- |
| 1    | Afrique du Sud | 5   | 3 | 1 | 2 | 0 | 4  | 2  | +2   |
| 2    | Cap-Vert       | 5   | 3 | 1 | 2 | 0 | 3  | 2  | +1   |
| 3    | Maroc          | 3   | 3 | 0 | 3 | 0 | 3  | 3  | 0    |
| 4    | Angola         | 1   | 3 | 0 | 1 | 2 | 1  | 4  | -3   |

| 19 janvier 2013 | Afrique du Sud | 0 - 0 | Cap-Vert | FNB Stadium, Johannesbourg                       |                                                  |
| 18:00 UTC+2     |                |       |          | Spectateurs : 63 450 Arbitrage : Djamel Haimoudi | Spectateurs : 63 450 Arbitrage : Djamel Haimoudi |
| 18:00 UTC+2     | (Rapport)      |       |          | Spectateurs : 63 450 Arbitrage : Djamel Haimoudi | Spectateurs : 63 450 Arbitrage : Djamel Haimoudi |

| 23 janvier 2013 | Maroc        | 1 - 1 | Cap-Vert    | Stade Moses-Mabhida, Durban                    |                                                |
| 20:00 UTC+2     | El-Arabi 78e |       | Platini 36e | Spectateurs : 15 470 Arbitrage : Janny Sikazwe | Spectateurs : 15 470 Arbitrage : Janny Sikazwe |
| 20:00 UTC+2     | (Rapport)    |       |             | Spectateurs : 15 470 Arbitrage : Janny Sikazwe | Spectateurs : 15 470 Arbitrage : Janny Sikazwe |

| 27 janvier 2013 | Cap-Vert                    | 2 - 1 | Angola          | Nelson Mandela Bay Stadium, Port Elizabeth   |                                              |
| 19:00 UTC+2     | F. Varela 81e · Nhuck 90+1e |       | Nando 33e (csc) | Spectateurs : 2 600 Arbitrage : Selim Jedidi | Spectateurs : 2 600 Arbitrage : Selim Jedidi |
| 19:00 UTC+2     | (Rapport)                   |       |                 | Spectateurs : 2 600 Arbitrage : Selim Jedidi | Spectateurs : 2 600 Arbitrage : Selim Jedidi |

### Quart de finale
| 2 février 2013 | Ghana                 | 2 - 0 | Cap-Vert | Nelson Mandela Bay Stadium, Port Elizabeth              |                                                         |
| 17:00 UTC+2    | Wakaso 54e (pen.) 90e |       |          | Spectateurs : 8 000 Arbitrage : Rajindraparsad Seechurn | Spectateurs : 8 000 Arbitrage : Rajindraparsad Seechurn |
| 17:00 UTC+2    | (Rapport)             |       |          | Spectateurs : 8 000 Arbitrage : Rajindraparsad Seechurn | Spectateurs : 8 000 Arbitrage : Rajindraparsad Seechurn |